# Руис Лосано, Франсиско
Франсиско Руис Лосано (исп. Francisco Ruiz Lozano; 1607, Оруро, Верхнее Перу, Испанская империя — 1677, Мехико, Новая Испания) — перуанский военный, астроном, математик и педагог колониальной эпохи родом из современной Боливии.

## Биография
Руис Лосано родился в Оруро (ныне Боливия). Учился у иезуитов в Лиме в колледже Сан-Мартин. Именно здесь он приобрёл интерес к математике. Он также изучал гидрографию как математическую науку. В 1651 году он перебрался в Мехико, чтобы продолжить обучение в Университете Мехико. В Мексике он также изучил навигацию, причем не только в теории, но и на практике. Вместе со своим учителем, отцом Диего Родригесом, он проводил наблюдение кометы 1652 года, описав его в Discurso ethereológico del nuevo Cometa, visto en aqueste Hemisferio Mexicano; и вообще во всем мире. Este año de 1652.
Он вернулся в Лиму в 1655 году в команде нового наместника Луиса Энрикеса де Гусмана, графа де Альба де Листе (ставшего вице-королём Перу после аналогичной роли в Новой Испании). Последний назначил Руиса Лосано капитаном пехоты и первым директором мореходной школы, основанной в 1657 году в Лиме при госпитале для моряков Эспириту-Санто, чтобы «подготовить людей, искусных в управлении кораблями для защиты вице-королевства». Он также был главным космографом (cosmógrafo mayor) Перу. В его обязанности входило издание альманахов и инструкций по мореходству.
В 1658 году он женился на уроженке Лимы Хакобе де ла Куэве. Руис Лосано вместе с Хуаном Рамоном Кёнингом был наставником сыновей вице-короля Энрикеса де Гусмана, в том числе сменившего его Диего де Бенавидеса и де ла Куэвы. Франсиско Руис Лосано занимал первую университетскую кафедру математики в Перу.
В 1660 или 1661 и 1662 годах он находился в Панаме (Портобело и городе Панама соответственно). На протяжении своей жизни он занимался торговлей практически во всех уголках Испанской Америки — в Панаме, Картахене, Акапулько, Вальпараисо, Консепсьоне и Талькауано. Позднее, вероятно, во время правления Бальтасара де ла Куэва Энрикеса, графа Кастельяра (1674—1678), Руис Лосано был назначен генералом флота Южного моря.
После наблюдения за кометой, впервые замеченной 11 декабря 1664 года, в Руис Лосано в 1665 году в Лиме выпустил «Трактат о кометах, наблюдения и суждения об увиденном в Городе Королей [Лима] и вообще в любой точке мира, с конца 1664 по начало 1665 года» (Tratado de Cometas, observación y juicio del que se vió en esta ciudad de los Reyes, y Generalmente en todo el Mundo, por los Fines del año 1664 y principios de 1665). Этот отчёт стал первой публикацией европейских астрономических наблюдений в Южной Америке.
Умер в Мехико, по-видимому, во время коммерческого предприятия, связанного с торговлей ртутью.